# Isopterygium gracile
Isopterygium gracile är en bladmossart som beskrevs av Ferdinand François Gabriel Renauld och Jules Cardot 1905. Isopterygium gracile ingår i släktet Isopterygium och familjen Hypnaceae. Inga underarter finns listade i Catalogue of Life.